# Tirreno–Adriatico 2012
Die 47. Rad-Fernfahrt Tirreno–Adriatico fand vom 7. bis zum 13. März 2012 statt. Sie war Teil der UCI WorldTour 2012 und innerhalb dieser das dritte Rennen nach der Tour Down Under und der Fernfahrt Paris–Nizza, die sich mit Tirreno–Adriatico zeitlich überschnitt. Die Gesamtdistanz des Rennens betrug 1.063,2 Kilometer.
Nach dem Sieg seines GreenEdge Cycling Teams im Mannschaftszeitfahren der ersten Etappe führte der Australier Matthew Goss die Gesamtwertung des Rennens drei Etappen lang an, bevor bei der vierten Etappe der US-Amerikaner Christopher Horner vom Team RadioShack-Nissan die Gesamtführung übernahm. Im abschließenden Zeitfahren wurde er allerdings noch vom Italiener Vincenzo Nibali abgefangen.

## Teilnehmer
| ProTeams AG2R La Mondiale Astana Pro Team BMC Racing Team Euskaltel-Euskadi FDJ-Big Mat Garmin-Barracuda | GreenEdge Cycling Team Katusha Team Lampre-ISD Liquigas-Cannondale Lotto Belisol Team Movistar | Omega Pharma-Quick Step Rabobank Cycling Team RadioShack-Nissan Sky ProCycling Team Saxo Bank Vacansoleil-DCM |
| Professional Continental Teams Acqua & Sapone Colnago-CSF Inox                                           | Colombia-Coldeportes Farnese Vini-Selle Italia                                                 | |

Startberechtigt sind die 18 ProTeams. Zudem vergab der Organisator RCS vier Wildcards an die italienischen Professional Continental Teams Acqua & Sapone und Farnese Vini-Selle Italia und Colnago-CSF Inox sowie die kolumbianische Mannschaft Colombia-Coldeportes.

## Etappenübersicht
Der Streckenverlauf wurde am 1. Februar 2012 der Öffentlichkeit vorgestellt.
Wie schon im Vorjahr findet beim „Rennen zwischen den Meeren“ ein 16,9 Kilometer langes Mannschaftszeitfahren zum Auftakt statt. Die beiden folgenden Etappen werden in weitgehend flachem Terrain ausgefahren, hier sind Massensprints zu erwarten. Auf der vierten, die mit 252 Kilometern die längste des Rennens ist, und fünften Etappe stehen auch bergige Abschnitte auf dem Programm, der fünfte Abschnitt endet auf dem Prati di Tivo. Im Gegensatz zu den Vorjahren werden 2012 auch längere Berge befahren. Die Gesamtwertung entscheidet sich endgültig am letzten Tag mit einem Einzelzeitfahren in San Benedetto del Tronto. Aber auch der vorletzte Tagesabschnitt wartet mit mehreren kleineren Steigungen auf.
| Etappe    | Tag      | Start–Ziel                         | km   | Typ              | Etappensieger                           | Blaues Trikot                  |
| --------- | -------- | ---------------------------------- | ---- | ---------------- | --------------------------------------- | ------------------------------ |
| 1. Etappe | 7. März  | San Vincenzo – Donoratico          | 16,9 |                  | GreenEdge Cycling Team                  | Matthew Goss (Jayco AlUla)     |
| 2. Etappe | 8. März  | San Vincenzo – Indicatore (Arezzo) | 230  | Flachetappe      | Mark Cavendish (Ineos Grenadiers)       | Matthew Goss (Jayco AlUla)     |
| 3. Etappe | 9. März  | Indicatore (Arezzo) – Terni        | 178  | Flachetappe      | Edvald Boasson Hagen (Ineos Grenadiers) | Matthew Goss (Jayco AlUla)     |
| 4. Etappe | 10. März | Amelia – Chieti                    | 252  | Bergetappe       | Peter Sagan (LIQ)                       | Christopher Horner (Lidl-Trek) |
| 5. Etappe | 11. März | Martinsicuro – Prati di Tivo       | 196  | Bergetappe       | Vincenzo Nibali (Cannondale)            | Christopher Horner (Lidl-Trek) |
| 6. Etappe | 12. März | Offida – Offida                    | 181  | Hügeletappe      | Joaquim Rodríguez (Katusha Alpecin)     | Christopher Horner (Lidl-Trek) |
| 7. Etappe | 13. März | San Benedetto del Tronto           | 9,3  | Einzelzeitfahren | Fabian Cancellara (RNT)                 | Vincenzo Nibali (Cannondale)   |

## Etappen

### 1. Etappe, San Vincenzo – Donoratico (MZF)
|    | Team                   | Nation                 | Zeit         |
| -- | ---------------------- | ---------------------- | ------------ |
| 1. | GreenEdge Cycling Team | Australien             | 18:41 min    |
| 2. | RadioShack-Nissan      | Luxemburg              | + 0:17       |
| 3. | Garmin-Barracuda       | Vereinigte Staaten     | gleiche Zeit |
| 4. | Sky ProCycling         | Vereinigtes Konigreich | + 0:23       |
| 5. | Astana Pro Team        | Kasachstan             | + 0:30       |

|    | Fahrer              | Nation      | Team                   | Zeit         |
| -- | ------------------- | ----------- | ---------------------- | ------------ |
| 1. | Matthew Goss        | Australien  | GreenEdge Cycling Team | 18:41 min    |
| 2. | Svein Tuft          | Kanada      | GreenEdge Cycling Team | gleiche Zeit |
| 3. | Sebastian Langeveld | Niederlande | GreenEdge Cycling Team | gleiche Zeit |
| 4. | Stuart O’Grady      | Australien  | GreenEdge Cycling Team | gleiche Zeit |
| 5. | Cameron Meyer       | Australien  | GreenEdge Cycling Team | gleiche Zeit |

### 2. Etappe, San Vincenzo – Indicatore (Arezzo)
|    | Fahrer         | Nation                 | Team                | Zeit         |
| -- | -------------- | ---------------------- | ------------------- | ------------ |
| 1. | Mark Cavendish | Vereinigtes Konigreich | Sky ProCycling      | 6:32:32 h    |
| 2. | Óscar Freire   | Spanien                | Katusha Team        | gleiche Zeit |
| 3. | Tyler Farrar   | Vereinigte Staaten     | Garmin-Barracuda    | gleiche Zeit |
| 4. | Peter Sagan    | Slowakei               | Liquigas-Cannondale | gleiche Zeit |
| 5. | Sacha Modolo   | Italien                | Colnago-CSF Inox    | gleiche Zeit |

|    | Fahrer              | Nation                 | Team                   | Zeit         |
| -- | ------------------- | ---------------------- | ---------------------- | ------------ |
| 1. | Matthew Goss        | Australien             | GreenEdge Cycling Team | 6:51:13 h    |
| 2. | Stuart O’Grady      | Australien             | GreenEdge Cycling Team | gleiche Zeit |
| 3. | Sebastian Langeveld | Niederlande            | GreenEdge Cycling Team | gleiche Zeit |
| 4. | Cameron Meyer       | Australien             | GreenEdge Cycling Team | gleiche Zeit |
| 5. | Mark Cavendish      | Vereinigtes Konigreich | Sky ProCycling         | + 0:13       |

### 3. Etappe, Indicatore (Arezzo) – Terni
|    | Fahrer               | Nation             | Team                | Zeit         |
| -- | -------------------- | ------------------ | ------------------- | ------------ |
| 1. | Edvald Boasson Hagen | Norwegen           | Sky ProCycling      | 4:45:31 h    |
| 2. | André Greipel        | Deutschland        | Lotto Belisol Team  | gleiche Zeit |
| 3. | Peter Sagan          | Slowakei           | Liquigas-Cannondale | gleiche Zeit |
| 4. | Tyler Farrar         | Vereinigte Staaten | Garmin-Barracuda    | gleiche Zeit |
| 5. | Manuel Belletti      | Italien            | AG2R La Mondiale    | gleiche Zeit |

|    | Fahrer              | Nation             | Team                   | Zeit       |
| -- | ------------------- | ------------------ | ---------------------- | ---------- |
| 1. | Matthew Goss        | Australien         | GreenEdge Cycling Team | 11:36:44 h |
| 2. | Stuart O’Grady      | Australien         | GreenEdge Cycling Team | + 0:03     |
| 3. | Cameron Meyer       | Australien         | GreenEdge Cycling Team | + 0:03     |
| 4. | Sebastian Langeveld | Niederlande        | GreenEdge Cycling Team | + 0:03     |
| 5. | Tyler Farrar        | Vereinigte Staaten | Garmin-Barracuda       | + 0:13     |

### 4. Etappe, Amelia – Chieti
|    | Fahrer             | Nation             | Team                | Zeit         |
| -- | ------------------ | ------------------ | ------------------- | ------------ |
| 1. | Peter Sagan        | Slowakei           | Liquigas-Cannondale | 7:24:50 h    |
| 2. | Roman Kreuziger    | Tschechien         | Astana Pro Team     | gleiche Zeit |
| 3. | Vincenzo Nibali    | Italien            | Liquigas-Cannondale | gleiche Zeit |
| 4. | Danilo Di Luca     | Italien            | Acqua & Sapone      | gleiche Zeit |
| 5. | Christopher Horner | Vereinigte Staaten | RadioShack-Nissan   | gleiche Zeit |

|    | Fahrer             | Nation             | Team                   | Zeit       |
| -- | ------------------ | ------------------ | ---------------------- | ---------- |
| 1. | Christopher Horner | Vereinigte Staaten | RadioShack-Nissan      | 19:01:54 h |
| 2. | Roman Kreuziger    | Tschechien         | Astana Pro Team        | + 0:07     |
| 3. | Cameron Meyer      | Australien         | GreenEdge Cycling Team | + 0:13     |
| 4. | Peter Sagan        | Slowakei           | Liquigas-Cannondale    | + 0:21     |
| 5. | Danilo Di Luca     | Italien            | Acqua & Sapone         | + 0:22     |

### 5. Etappe, Martinsicuro – Prati di Tivo
|    | Fahrer             | Nation             | Team                | Zeit         |
| -- | ------------------ | ------------------ | ------------------- | ------------ |
| 1. | Vincenzo Nibali    | Italien            | Liquigas-Cannondale | 5:46:33 h    |
| 2. | Roman Kreuziger    | Tschechien         | Astana Pro Team     | + 0:16       |
| 3. | Christopher Horner | Vereinigte Staaten | RadioShack-Nissan   | gleiche Zeit |
| 4. | Johnny Hoogerland  | Niederlande        | Vacansoleil-DCM     | + 0:18       |
| 5. | Michele Scarponi   | Italien            | Lampre-ISD          | gleiche Zeit |

|    | Fahrer             | Nation             | Team                | Zeit       |
| -- | ------------------ | ------------------ | ------------------- | ---------- |
| 1. | Christopher Horner | Vereinigte Staaten | RadioShack-Nissan   | 24:48:39 h |
| 2. | Roman Kreuziger    | Tschechien         | Astana Pro Team     | + 0:05     |
| 3. | Vincenzo Nibali    | Italien            | Liquigas-Cannondale | + 0:12     |
| 4. | Rinaldo Nocentini  | Italien            | AG2R La Mondiale    | + 0:45     |
| 5. | Michele Scarponi   | Italien            | Lampre-ISD          | + 0:47     |

### 6. Etappe, Offida – Offida
|    | Fahrer            | Nation             | Team                | Zeit         |
| -- | ----------------- | ------------------ | ------------------- | ------------ |
| 1. | Joaquim Rodríguez | Spanien            | Katusha Team        | 4:38:27 h    |
| 2. | Vincenzo Nibali   | Italien            | Liquigas-Cannondale | gleiche Zeit |
| 3. | Danilo di Luca    | Italien            | Acqua & Sapone      | gleiche Zeit |
| 4. | Chris Horner      | Vereinigte Staaten | RadioShack-Nissan   | gleiche Zeit |
| 5. | Rinaldo Nocentini | Italien            | AG2R La Mondiale    | gleiche Zeit |

|    | Fahrer             | Nation             | Team                | Zeit       |
| -- | ------------------ | ------------------ | ------------------- | ---------- |
| 1. | Christopher Horner | Vereinigte Staaten | RadioShack-Nissan   | 29:27:06 h |
| 2. | Roman Kreuziger    | Tschechien         | Astana Pro Team     | + 0:05     |
| 3. | Vincenzo Nibali    | Italien            | Liquigas-Cannondale | + 0:06     |
| 4. | Rinaldo Nocentini  | Italien            | AG2R La Mondiale    | + 0:45     |
| 5. | Michele Scarponi   | Italien            | Lampre-ISD          | + 0:47     |

### 7. Etappe, San Benedetto del Tronto
|    | Fahrer            | Nation     | Team                   | Zeit         |
| -- | ----------------- | ---------- | ---------------------- | ------------ |
| 1. | Fabian Cancellara | Schweiz    | RadioShack-Nissan      | 10:36 min    |
| 2. | Daniele Bennati   | Italien    | RadioShack-Nissan      | + 0:12 min   |
| 3. | Cameron Meyer     | Australien | GreenEdge Cycling Team | + 0:16 min   |
| 4. | Svein Tuft        | Italien    | GreenEdge Cycling Team | gleiche Zeit |
| 5. | Manuele Boaro     | Italien    | Team Saxo Bank         | gleiche Zeit |